# José Feliciano
José Feliciano eigentlich: José Montserrate Feliciano García (* 10. September 1945 in Lares, Puerto Rico) ist ein puerto-ricanischer Sänger und Gitarrist.

## Leben
José Feliciano wurde als Sohn eines Bauern geboren. Er hat einen älteren Bruder und neun jüngere. Aufgrund eines erblich bedingten grünen Stars ist er seit seiner Geburt blind. Im Alter von fünf Jahren zog er mit seiner Familie nach Harlem, New York City. Mit neun Jahren spielte er im Teatro Puerto Rico. Er konnte bereits verschiedene Instrumente spielen, darunter Akkordeon, interessierte sich dann aber für die Gitarre. Um ungestört zu sein, schloss er sich manchmal 14 Stunden am Tag in sein Zimmer ein und hörte Rockmusik der 1950er Jahre.
Mit 17 verließ er die Schule, um in Klubs aufzutreten und damit seine Familie zu ernähren. In diesem Jahr hatte er auch seinen ersten professionellen Vertragsauftritt in Detroit.
1966 ging er nach Mar del Plata, Argentinien, um bei einem Festival aufzutreten. Dort wurde er von RCA Victor entdeckt, die mit ihm ein Album auf Spanisch aufnehmen wollten. Feliciano schlug Bolero-Musik vor und das Ergebnis waren die beiden erfolgreichen Hits Poquita Fe (Wenig Vertrauen) und Usté („Sie“ von Usted).
Nach zwei weiteren erfolgreichen Platten hatte Feliciano einen hohen Bekanntheitsgrad in Lateinamerika erlangt. Um auch in den USA berühmt zu werden, zog er nach Los Angeles. Er komponierte den Song Feliz Navidad (Frohe Weihnachten), der mittlerweile ein Weihnachtsklassiker geworden ist, und seine eigene Version des The-Doors-Songs Light My Fire. Mit den beiden Stücken wurde er schlagartig erfolgreich und so verkaufte er Millionen Alben.
1968 gewann er den Grammy für den „Best New Artist Of The Year“.
Im Herbst 1968 hatte Feliciano die Gelegenheit, die Nationalhymne The Star-Spangled Banner während der Baseball World Series zu singen. Seine sehr persönliche, langsame Latino-Jazz-Version war sehr umstritten. Manche nannten seine Darbietung unpatriotisch und verlangten sogar seine Abschiebung. Andere verstanden die Gefühle und Aufrichtigkeit seiner Darbietung, und so wurde er zum Helden der Gegenbewegung. Die Aufnahme wurde als Single veröffentlicht und kam in den Billboard-Charts unter die ersten 50 Plätze.
José Feliciano hatte zusammen mit David Carradine und Cannonball Adderley 1975 einen Auftritt in der 55. Folge der US-amerikanischen Fernsehserie Kung Fu.
Feliciano ist einer der wenigen Sänger, denen es gelungen ist, sowohl mit spanischer Musik als auch englischem Rock and Roll erfolgreich zu sein. 1987 erhielt er einen Stern auf dem Hollywood Walk of Fame.
Im Jahre 1995 wurde Feliciano durch die Regierung von New York geehrt, die die öffentliche Schule Nr. 155 in José Feliciano Performing Arts School umbenannte.
1996 hatte er einen kurzen Auftritt im Oscar-prämierten Film Fargo der Coen-Brüder, in dem er sich selbst spielte.
2018 wurde im österreichischen Leobersdorf, wo Feliciano seit 2015 mit seiner Familie lebt, ein Uferweg nach ihm benannt. Die Benennung zur José Feliciano-Promenade wurde am 30. September 2018 in Würdigung seiner langjährigen Verdienste für den Kindertherapiehof Regenbogental vorgenommen.
Seiner Wahlheimat hat er bereits 1988 mit dem Song The Sound of Vienna ein Denkmal gesetzt. 2011 eröffnete er ein Kaffeehaus in Wien, wo er seine eigene Kaffeemarke Cafe Don Feliciano ausschenkt.
2023 wurde ihm die National Medal of Arts für das Jahr 2021 verliehen.
José Feliciano hatte einen nichtehelichen Sohn, der jedoch wenige Wochen nach der Geburt starb. Mit seiner Frau Susan hat er eine Tochter und zwei Söhne.

## Diskografie

### Englisch/International
- 1964: The Voice and Guitar of Jose Feliciano
- 1965: Fantastic Feliciano
- 1966: A Bag Full of Soul
- 1968: Feliciano!
- 1968: Souled
- 1969: Feliciano – 10 to 23
- 1969: Alive Alive-O!
- 1970: Fireworks
- 1970: Christmas Album
- 1971: Encore!
- 1971: Ché Sara
- 1971: That the Spirit Needs
- 1972: Sings
- 1972: Memphis Menu
- 1973: Compartments
- 1973: Peter Stuyvesant presents José Feliciano in concert with the London Symphony Orchestra
- 1974: For My Love, Mother Music
- 1974: And The Feeling’s Good
- 1975: Just Wanna Rock and Roll
- 1976: Angela
- 1977: Sweet Soul Music
- 1981: Jose Feliciano
- 1983: Romance In The Night
- 1985: Jose Feliciano Sings and Plays The Beatles
- 1988: VSOP, Jose Feliciano & Wiener Symphoniker
- 1989: I’m Never Gonna Change
- 1990: Steppin’ Out
- 1996: Present Tense
- 1996: On Second Thought
- 2000: The Season Of your Heart
- 2006: Six String Lady (the instrumental album)
- 2007: The Soundtrax Of My Life
- 2009: Djangoisms (the instrumental album to Django Reinhardt)
- 2009: American Classics

### Spanisch
- 1966: El sentimiento – La voz y la guitarra
- 1966: La copa rota
- 1967: Sombra
- 1967: ¡El fantástico!
- 1967: Mas éxitos de José
- 1968: Felicidades con lo mejor de José Feliciano
- 1968: Sin luz
- 1971: En mi soledad – No llores
- 1971: José Feliciano dos cruces
- 1971: José Feliciano January 71
- 1971: José Feliciano canta otra
- 1982: Escenas de amor
- 1983: Me enamoré
- 1984: Como tú quieres
- 1985: Ya soy tuyo
- 1986: Te amaré
- 1987: Tu inmenso amor
- 1990: Niña
- 1992: Latin Street ’92
- 1996: Americano
- 1998: Señor Bolero (US: ×2Doppelplatin (Latin) )
- 2001: Señor Bolero 2
- 2003: Guitarra mía – Tribute
- 2005: A México, con amor
- 2006: José Feliciano y amigos (US: Gold (Latin))

## Auszeichnungen für Musikverkäufe
| Goldene Schallplatte - Griechenland - 2023: für die Single Feliz Navidad Platin-Schallplatte - Australien - 2022: für die Single Feliz Navidad - Neuseeland - 2022: für die Single Feliz Navidad - Portugal - 2024: für die Single Feliz Navidad - Spanien - 2024: für die Single Feliz Navidad | 2× Platin-Schallplatte - Dänemark - 2024: für die Single Feliz Navidad - Italien - 2024: für die Single Feliz Navidad |

Anmerkung: Auszeichnungen in Ländern aus den Charttabellen bzw. Chartboxen sind in ebendiesen zu finden.
| Land/RegionAuszeichnungen für Musikverkäufe (Land/Region, Auszeichnungen, Verkäufe, Quellen) | Gold     | Platin       | Verkäufe  | Quellen                   |
| -------------------------------------------------------------------------------------------- | -------- | ------------ | --------- | ------------------------- |
| Australien (ARIA)                                                                            | —        | Platin1      | 70.000    | aria.com.au               |
| Dänemark (IFPI)                                                                              | —        | 2× Platin2   | 180.000   | ifpi.dk                   |
| Deutschland (BVMI)                                                                           | —        | Platin1      | 500.000   | musikindustrie.de         |
| Griechenland (IFPI)                                                                          | Gold1    | —            | 10.000    | Einzelnachweise           |
| Italien (FIMI)                                                                               | —        | 2× Platin2   | 200.000   | fimi.it                   |
| Neuseeland (RMNZ)                                                                            | —        | Platin1      | 30.000    | aotearoamusiccharts.co.nz |
| Portugal (AFP)                                                                               | —        | Platin1      | 10.000    | Einzelnachweise           |
| Spanien (Promusicae)                                                                         | —        | Platin1      | 60.000    | elportaldemusica.es       |
| Vereinigte Staaten (RIAA)                                                                    | 4× Gold4 | 2× Platin2   | 1.650.000 | riaa.com                  |
| Vereinigtes Königreich (BPI)                                                                 | —        | 2× Platin2   | 1.200.000 | bpi.co.uk                 |
| Insgesamt                                                                                    | 5× Gold5 | 13× Platin13 |           |                           |